# Lễ Các Đẳng
Lễ Các Đẳng (hay Lễ Các Đẳng Linh hồn) là một ngày lễ tưởng nhớ các tín hữu đã qua đời. Trong nhiều giáo hội Kitô giáo Tây phương, ngày lễ được cử hành vào ngày 2 tháng 11 hằng năm, ngay sau ngày Lễ Các Thánh. Trong Kitô giáo Đông phương, có nhiều ngày lễ các đẳng linh hồn được cử hành trong năm, thường là vào ngày Thứ Bảy trong tuần.
Theo Công Giáo Rôma, đây là ngày dành cho việc cầu nguyện và là ngày dùng để tưởng nhớ những người đã qua đời, những người được xem là đang ở trong luyện ngục. Công Giáo Rôma cho rằng những lời cầu nguyện của các tín hữu trên trần thế sẽ góp phần giúp tẩy rửa những linh hồn này.
Vào ngày này, Thánh lễ sẽ được cử hành, nhiều người sẽ đến viếng thăm và trang trí phần mộ của những người thân yêu. Tại một số nơi công cộng, nó có thể được dùng để mời mọi người tham gia tưởng niệm những người đã mất bằng cách đặt hoa, nến, ảnh hay vật lưu niệm. Ở nhiều nước khác trên thế giới, nhiều nơi có thể sẽ diễn ra các cuộc diễu hành và các lễ hội lớn.